# Cúp bóng đá châu Đại Dương
Cúp bóng đá châu Đại Dương (tiếng Anh: OFC Nations Cup) là giải bóng đá giữa đội tuyển bóng đá quốc gia thuộc châu Đại Dương do Liên đoàn bóng đá châu Đại Dương (OFC) tổ chức. Giải lần đầu tiên diễn ra tại New Zealand năm 1973 và nhà vô địch đầu tiên là đội tuyển nước chủ nhà. Từ năm 1996, giải được tổ chức 2 năm 1 lần. Tính đến nay, đội tuyển bóng đá quốc gia Úc đã 4 lần vô địch. Tuy nhiên Úc đã rút khỏi Liên đoàn bóng đá châu Đại Dương từ 1 tháng 1 năm 2006 và gia nhập Liên đoàn bóng đá châu Á (AFC). Từ năm 2004, giải được tổ chức 4 năm 1 lần. Đương kim vô địch hiện nay là đội tuyển bóng đá quốc gia New Zealand với chức vô địch lần thứ 6 tại Cúp bóng đá châu Đại Dương 2024.

## Các trận chung kết và tranh hạng 3
| Năm           | Chủ nhà                    | Chung kết                                   | Chung kết                                   | Chung kết                                   | Tranh hạng ba                               | Tranh hạng ba                               | Tranh hạng ba                               |                                             |
| Năm           | Chủ nhà                    | Vô địch                                     | Tỉ số                                       | Á quân                                      | Hạng ba                                     | Tỉ số                                       | Hạng tư                                     |                                             |
| ------------- | -------------------------- | ------------------------------------------- | ------------------------------------------- | ------------------------------------------- | ------------------------------------------- | ------------------------------------------- | ------------------------------------------- | ------------------------------------------- |
| 1973 Chi tiết | New Zealand                | · New Zealand                               | 2–0                                         | · Tahiti                                    | · Nouvelle-Calédonie                        | 2–1                                         | · Tân Hebrides                              |                                             |
| 1980 Chi tiết | New Caledonia              | · Úc                                        | 4–2                                         | · Tahiti                                    | · Nouvelle-Calédonie                        | 2–1                                         | · Fiji                                      |                                             |
| 1996 Chi tiết | Không có quốc gia đăng cai | · Úc                                        | 6–0 5–0                                     | · Tahiti                                    | · New Zealand · Quần đảo Solomon            | · New Zealand · Quần đảo Solomon            | · New Zealand · Quần đảo Solomon            |                                             |
| 1998 Chi tiết | Australia                  | · New Zealand                               | 1–0                                         | · Úc                                        | · Fiji                                      | 4–2                                         | · Tahiti                                    |                                             |
| 2000 Chi tiết | Tahiti                     | · Úc                                        | 2–0                                         | · New Zealand                               | · Quần đảo Solomon                          | 2–1                                         | · Vanuatu                                   |                                             |
| 2002 Chi tiết | New Zealand                | · New Zealand                               | 1–0                                         | · Úc                                        | · Tahiti                                    | 1–0                                         | · Vanuatu                                   |                                             |
| 2004 Chi tiết | Úc                         | · Úc                                        | 5–1 6–0                                     | · Quần đảo Solomon                          | · New Zealand                               | Thi đấu vòng tròn                           | · Fiji                                      |                                             |
| 2008 Chi tiết | Không có quốc gia đăng cai | · New Zealand                               | Thi đấu vòng tròn                           | · Nouvelle-Calédonie                        | · Fiji                                      | Thi đấu vòng tròn                           | · Vanuatu                                   |                                             |
| 2012 Chi tiết | Quần đảo Solomon           | · Tahiti                                    | 1–0                                         | · Nouvelle-Calédonie                        | · New Zealand                               | 4–3                                         | · Quần đảo Solomon                          |                                             |
| 2016 Chi tiết | Papua New Guinea           | · New Zealand                               | 0–0 (h.p.) (4–2) (11m)                      | · Papua New Guinea                          | Nouvelle-Calédonie · Quần đảo Solomon       | Nouvelle-Calédonie · Quần đảo Solomon       | Nouvelle-Calédonie · Quần đảo Solomon       |                                             |
| 2020 Chi tiết | New Zealand                | Hủy do Đại dịch COVID-19 tại châu Đại Dương | Hủy do Đại dịch COVID-19 tại châu Đại Dương | Hủy do Đại dịch COVID-19 tại châu Đại Dương | Hủy do Đại dịch COVID-19 tại châu Đại Dương | Hủy do Đại dịch COVID-19 tại châu Đại Dương | Hủy do Đại dịch COVID-19 tại châu Đại Dương | Hủy do Đại dịch COVID-19 tại châu Đại Dương |
| 2024 Chi tiết | Fiji Vanuatu               | · New Zealand                               | 3–0                                         | · Vanuatu                                   | · Tahiti                                    | 2–1                                         | · Fiji                                      |                                             |

### Các đội lọt vào bán kết
| Đội tuyển          | Vô địch                                | Á quân               | Hạng ba        | Hạng tư                    | Bán kết        |
| ------------------ | -------------------------------------- | -------------------- | -------------- | -------------------------- | -------------- |
| New Zealand        | 6 (1973, 1998, 2002, 2008, 2016, 2024) | 1 (2000)             | 2 (2004, 2012) | –                          | 1 (1996)       |
| Úc1                | 4 (1980, 1996, 2000, 2004)             | 2 (1998, 2002)       | –              | –                          | –              |
| Tahiti             | 1 (2012)                               | 3 (1973, 1980, 1996) | 2 (2002, 2024) | 1 (1998)                   | –              |
| Nouvelle-Calédonie | –                                      | 2 (2008, 2012)       | 2 (1973, 1980) | –                          | 1 (2016)       |
| Quần đảo Solomon   | –                                      | 1 (2004)             | 1 (2000)       | 1 (2012)                   | 2 (1996, 2016) |
| Vanuatu2           | –                                      | 1 (2024)             | –              | 4 (1973, 2000, 2002, 2008) | –              |
| Papua New Guinea   | –                                      | 1 (2016)             | –              | –                          | –              |
| Fiji               | –                                      | –                    | 2 (1998, 2008) | 3 (1980, 2004, 2024)       | –              |

Ghi chú:
In đậm biểu thị năm mà đội đó là chủ nhà.

1 Úc rời OFC vào năm 2006 và trở thành thành viên chính thức của AFC.

2 Năm 1973, vị trí thứ tư thuộc về đội tuyển Vanuatu với tên gọi Tân Hebrides.

## Các đội chủ nhà
| Số lần | Đội chủ nhà                | Năm        |
| ------ | -------------------------- | ---------- |
| 2      | Úc                         | 1998, 2004 |
| 2      | New Zealand                | 1973, 2002 |
| 1      | Tahiti                     | 2000       |
| 1      | Nouvelle-Calédonie         | 1980       |
| 1      | Quần đảo Solomon           | 2012       |
| 1      | Papua New Guinea           | 2016       |
| 1      | Fiji                       | 2024       |
| 1      | Vanuatu                    | 2024       |
| 2      | Không có quốc gia đăng cai | 1996, 2008 |

## Kết quả của các đội chủ nhà
| Năm  | Chủ nhà            | Kết quả   |
| ---- | ------------------ | --------- |
| 1973 | New Zealand        | Vô địch   |
| 1980 | Nouvelle-Calédonie | Hạng ba   |
| 1998 | Úc                 | Vô địch   |
| 2000 | Tahiti             | Vòng bảng |
| 2002 | New Zealand        | Vô địch   |
| 2004 | Úc                 | Vô địch   |
| 2012 | Quần đảo Solomon   | Hạng tư   |
| 2016 | Papua New Guinea   | Á quân    |
| 2024 | Fiji               | Hạng tư   |
| 2024 | Vanuatu            | Á quân    |

## Kết quả của đương kim vô địch
| Năm  | Đương kim vô địch | Kết quả                                        |
| ---- | ----------------- | ---------------------------------------------- |
| 1980 | New Zealand       | Vòng bảng                                      |
| 1996 | Úc                | Vô địch                                        |
| 1998 | Úc                | Á quân                                         |
| 2000 | New Zealand       | Á quân                                         |
| 2002 | Úc                | Á quân                                         |
| 2004 | New Zealand       | Hạng ba                                        |
| 2008 | Úc                | Không tham dự do Úc chuyển sang trực thuộc AFC |
| 2012 | New Zealand       | Hạng ba                                        |
| 2016 | Tahiti            | Vòng bảng                                      |
| 2024 | New Zealand       | Vô địch                                        |

## Giải thưởng

### Cầu thủ xuất sắc nhất giải
| Năm  | Cầu thủ         | Đội tuyển        |
| ---- | --------------- | ---------------- |
| 2012 | Nicolas Vallar  | Tahiti           |
| 2016 | David Muta      | Papua New Guinea |
| 2024 | Liberato Cacace | New Zealand      |

### Vua phá lưới
| Năm  | Cầu thủ          | Đội tuyển          | Số bàn thắng |
| ---- | ---------------- | ------------------ | ------------ |
| 1973 | Segin Wayewol    | Nouvelle-Calédonie | 3            |
| 1973 | Alan Marley      | New Zealand        | 3            |
| 1980 | Ian Hunter       | Úc                 | 5            |
| 1980 | Eddie Krncevic   | Úc                 | 5            |
| 1996 | Kris Trajanovski | Úc                 | 7            |
| 1998 | Damian Mori      | Úc                 | 10           |
| 2000 | Craig Foster     | Úc                 | 5            |
| 2000 | Clayton Zane     | Úc                 | 5            |
| 2002 | Joel Porter      | Úc                 | 6            |
| 2004 | Tim Cahill       | Úc                 | 6            |
| 2004 | Vaughan Coveny   | New Zealand        | 6            |
| 2008 | Shane Smeltz     | New Zealand        | 8            |
| 2012 | Jacques Haeko    | Nouvelle-Calédonie | 6            |
| 2016 | Raymond Gunemba  | Papua New Guinea   | 5            |
| 2024 | Roy Krishna      | Fiji               | 5            |

## Các đội tham dự
Chú thích
- Q — Vượt qua vòng loại cho giải đấu sắp tới
- ••  — Vượt qua vòng loại nhưng bỏ cuộc
- •  — Không vượt qua vòng loại
- ×  — Không tham dự / Bỏ cuộc / Bị cấm tham dự
- — Chủ nhà

| Đội                | 1973 (5) | 1980 (8) | 1996 (4) | 1998 (6) | 2000 (6) | 2002 (8) | 2004 (6) | 2008 (4)           | 2012 (8)           | 2016 (8)           | 2024 (8)           | Năm |
| ------------------ | -------- | -------- | -------- | -------- | -------- | -------- | -------- | ------------------ | ------------------ | ------------------ | ------------------ | --- |
| New Zealand        | H1       | VB       | BK       | H1       | H2       | H1       | H3       | H1                 | H3                 | H1                 | H1                 | 11  |
| Tahiti             | H2       | H2       | H2       | H4       | VB       | H3       | H5       | •                  | H1                 | VB                 | H3                 | 10  |
| Vanuatu            | H4       | VB       | •        | VB       | H4       | H4       | H6       | H4                 | VB                 | VB                 | H2                 | 10  |
| Fiji               | H5       | H4       | •        | H3       | ••       | VB       | H4       | H3                 | VB                 | VB                 | H4                 | 9   |
| Quần đảo Solomon   | ×        | VB       | BK       | •        | H3       | VB       | H2       | •                  | H4                 | BK                 | VB                 | 8   |
| Úc                 | ×        | H1       | H1       | H2       | H1       | H2       | H1       | Thành viên của AFC | Thành viên của AFC | Thành viên của AFC | Thành viên của AFC | 6   |
| Nouvelle-Calédonie | H3       | H3       | •        | •        | •        | VB       | •        | H2                 | H2                 | BK                 | ••                 | 6   |
| Papua New Guinea   | ×        | VB       | •        | •        | •        | VB       | •        | ×                  | VB                 | H2                 | VB                 | 5   |
| Samoa              | ×        | ×        | •        | •        | •        | •        | •        | •                  | VB                 | VB                 | VB                 | 3   |
| Quần đảo Cook      | ×        | ×        | ×        | VB       | VB       | ×        | •        | •                  | •                  | •                  | •                  | 2   |
| Samoa thuộc Mỹ     | ×        | ×        | •        | •        | •        | •        | •        | •                  | •                  | •                  | ×                  | 0   |
| Tonga              | ×        | ×        | •        | •        | •        | •        | •        | •                  | •                  | •                  | •                  | 0   |
| Tuvalu             | ×        | ×        | ×        | ×        | ×        | ×        | ×        | •                  | ×                  | ×                  | ×                  | 0   |
| Kiribati           | ×        | ×        | ×        | ×        | ×        | ×        | ×        | ×                  | ×                  | ×                  | ×                  | 0   |
| Niue               | ×        | ×        | ×        | ×        | ×        | ×        | ×        | ×                  | ×                  | ×                  | ×                  | 0   |

## Lần đầu tham dự
Dưới đây là thống kê giải đầu tiên mà các đội tuyển giành quyền vào chơi một vòng chung kết Cúp bóng đá châu Đại Dương.
| Năm  | Đội tuyển                                           |
| ---- | --------------------------------------------------- |
| 1973 | Fiji, Nouvelle-Calédonie New Zealand Tahiti Vanuatu |
| 1980 | Úc Papua New Guinea Quần đảo Solomon                |
| 1996 | Không có                                            |
| 1998 | Quần đảo Cook                                       |
| 2000 | Không có                                            |
| 2002 | Không có                                            |
| 2004 | Không có                                            |
| 2008 | Không có                                            |
| 2012 | Samoa                                               |
| 2016 | Không có                                            |
| 2024 | Không có                                            |

## Bảng xếp hạng tổng thể
Tính đến Cúp bóng đá châu Đại Dương 2024
| Chú thích               |
| ----------------------- |
| Đội đã vô địch giải đấu |

| TT  | Đội tuyển          | Trận | Thắng | Hòa | Thua | Bàn thắng | Bàn thua | Hiệu số | Điểm |
| 1.  | New Zealand        | 48   | 36    | 4   | 8    | 125       | 39       | +86     | 112  |
| 2.  | Úc                 | 28   | 24    | 2   | 2    | 142       | 13       | +129    | 74   |
| 3.  | Tahiti             | 42   | 20    | 6   | 16   | 85        | 89       | −4      | 66   |
| 4.  | Nouvelle-Calédonie | 27   | 12    | 4   | 11   | 65        | 52       | +13     | 40   |
| 5.  | Fiji               | 37   | 12    | 4   | 21   | 56        | 73       | −17     | 40   |
| 6.  | Vanuatu            | 40   | 10    | 2   | 28   | 44        | 93       | −49     | 32   |
| 7.  | Quần đảo Solomon   | 30   | 7     | 4   | 19   | 31        | 74       | −43     | 25   |
| 8.  | Papua New Guinea   | 17   | 4     | 6   | 7    | 27        | 49       | −22     | 18   |
| 9.  | Quần đảo Cook      | 4    | 0     | 0   | 4    | 1         | 41       | −40     | 0    |
| 10. | Samoa              | 9    | 0     | 0   | 9    | 3         | 56       | −53     | 0    |

## Các huấn luyện viên vô địch
| Năm  | Huấn luyện viên | Vô địch     |
| ---- | --------------- | ----------- |
| 1973 | Barrie Truman   | New Zealand |
| 1980 | Rudi Gutendorf  | Úc          |
| 1996 | Eddie Thomson   | Úc          |
| 1998 | Ken Dugdale     | New Zealand |
| 2000 | Frank Farina    | Úc          |
| 2002 | Mick Waitt      | New Zealand |
| 2004 | Frank Farina    | Úc          |
| 2008 | Ricki Herbert   | New Zealand |
| 2012 | Eddy Etaeta     | Tahiti      |
| 2016 | Anthony Hudson  | New Zealand |
| 2024 | Darren Bazeley  | New Zealand |